# Lulitafeltet
Lulitafeltet er et producerende olie- og gasfelt, der ligger i den danske del af Nordsøen, det er fundet i år 1992 og sat i drift i 1998.
Reservoiret ligger på en dybde af 3525 m i sandsten af Mellem Jura-alder.
Indtil nu er der produceret 1,008 mio. m3 olie og 0,638 mia. Nm3 gas samt 0,674 mio. m3 vand. Der er ikke injiceret vand eller gas.
Feltet har to produktionsbrønde og opereres af Mærsk Oil.
Akkumulerede investeringer 0,10 mia. kr.